# Cascate di Predas Rujas
Le cascate di Predas Rujas o Bia Josso, note anche come Istrampos de Pedras Rujas, sono cascate naturali della Sardegna situate nel comune di Santu Lussurgiu in località Bia Josso, nella regione storica del Montiferru, in provincia di Oristano.

## Descrizione
Immerse nella natura, queste cascate situate a 535 m s.l.m. , si sono formate dal Rio Bia Josso. Compiono 2 salti di circa 7 metri.